# Phil Fayne
Phillip Darnell Fayne II (Elk Grove (California), 15 de abril de 1997) es un jugador de baloncesto profesional estadounidense. Mide 2,06 metros y juega en la posición de ala-pívot, actualmente pertenece a la plantilla del Wilki Morskie Szczecin de la Polska Liga Koszykówki, el primer nivel del baloncesto polaco. 

## Carrera deportiva
Es un pívot natural de Elgin (Illinois), formado en el Western Nebraska Community College durante la temporada 2015-2016. En 2016, ingresa en la Universidad Estatal de Illinois, situada en Normal, Illinois, donde jugó durante 3 temporadas la NCAA con los Illinois State Redbirds, desde 2016 a 2019. En su última temporada como universitario, promedió 15.9 puntos, 6.3 rebotes, 1.2 tapones y 1.1 robos, en 28.9 minutos dentro de la cancha.
Tras no ser elegido en el draft de la NBA de 2019, en noviembre de 20219 firmó por el Club Deportivo Libertad de la Liga Nacional de Básquet, la primera división de Argentina, con el que promedió 11.08 puntos en los 24 partidos disputados durante la temporada 2019-20.
En la temporada 2020-21, firma por el Joensuun Kataja de la Korisliiga, con el que promedia 16.50 puntos en 26 partidos.
El 14 de julio de 2021, el jugador firma por el Gießen 46ers de la Basketball Bundesliga.
En la temporada 2022-23, firma por el Wilki Morskie Szczecin de la Polska Liga Koszykówki, el primer nivel del baloncesto polaco.